# يان فليتشير (ناقد أدبي)
يان فليتشير (بالإنجليزية: Ian Fletcher)‏ هو ناقد أدبي أمريكي، ولد في 1920، وتوفي في 1988.